# Steve Galliers
Steven Galliers (sinh ngày 21 tháng 8 năm 1957) là một cựu cầu thủ bóng đá người Anh từng thi đấu ở Football League cho Wimbledon, Crystal Palace, Bristol City và Maidstone United.